# Chiesa di San Zenone (Colloredo di Monte Albano)
La chiesa di San Zenone è un edificio religioso situato a sud dell'abitato di Entesano, frazione del comune di Colloredo di Monte Albano, in provincia e arcidiocesi di Udine; dipende dalla parrocchia di Ognissanti di Mels.

## Storia
L'edificio, documentato fin dal 1275, ha un orientamento est-ovest ed è circoscritto da una cerchia muraria che a sua tempo conteneva il cimitero del borgo. Si trova lungo la direttrice viaria di età romana che metteva in comunicazione la via Iulia Concordia con la stazione di fermata di Ad Silanos, che si trovava nei pressi di Artegna. La presenza romana in zona è stata attestata da alcuni ritrovamenti effettuati nel 1984 nei pressi della chiesa.

## Descrizione

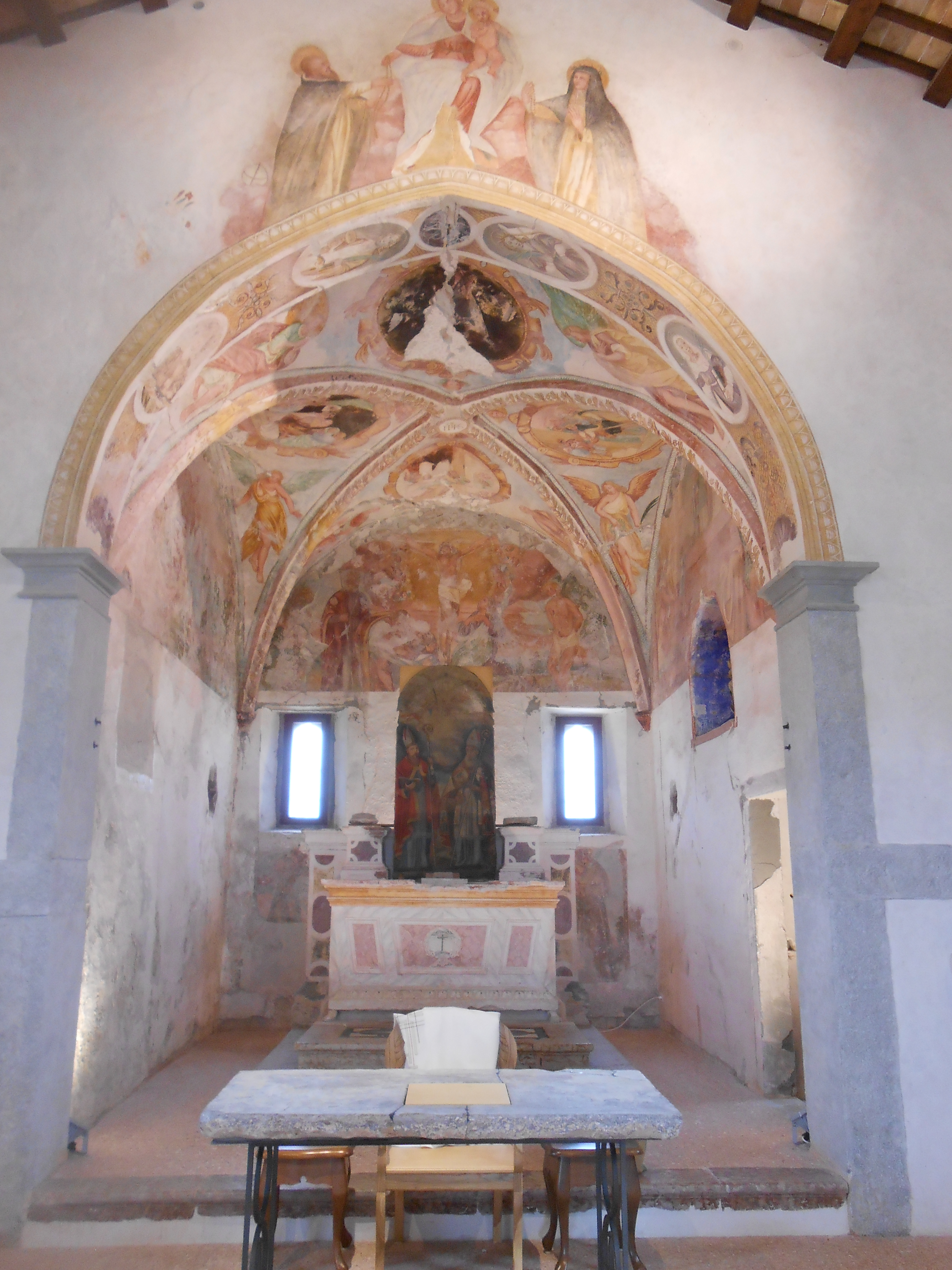
Area presbiterale della chiesa con ciclo affrescale

La chiesa dedicata ai Santi Zenone e Maria è un edificio cinquecentesco, costituito da un'aula e dall'abside; quest'ultima ha un'impostazione tardo-gotica, con un'ampia volta a crociera costolonata ed è completamente decorata con affreschi “popolareschi”, datati 1687 e firmati da Matteo Leban da Tolmino, con scene del Nuovo Testamento e figure di Santi. Sopra la porta della sacrestia, una statuetta lignea della Vergine col Bambino assegnabile al XVI secolo; sull'arco trionfale, l'affresco di una Madonna con Bambino fra due santi, mentre sulla pala d'altare sono raffigurati due santi. La sacrestia, situata nel lato sud dell'abside, è stata aggiunta in seguito, probabilmente nel XVIII secolo. Nell'area presbiteriale è inoltre presente l'altare Paolo VI (altare ad populum) realizzato con il piano d'appoggio del precedente altare maggiore, dissotterrato nei pressi del portale di ingresso della chiesa durante i lavori di restauro del secolo corrente.
All'interno della chiesa anche l'iscrizione della dedicazione dell'edificio ecclesiastico: "Dedicatione huius ecclesie celebratur omnia dominica prima july" (La dedicazione di questa chiesa sia celebrata ogni prima domenica del mese di luglio).
All'inizio dell'Ottocento l'interno della chiesa fu oggetto di un importante intervento di restauro: l'aula fu completamente intonacata e fu applicato un apparato architettonico neoclassico, costituito da una controsoffittatura con semplici corniciature e dalla collocazione sulle pareti di lesene semicircolari. Il terremoto del Friuli del 1976 distrusse tali finiture architettoniche, riportando alla luce lo strato di intonaco cinquecentesco, le croci affrescate della consacrazione e un interessante affresco, che sovrasta l'arco trionfale.
All'inizio del Novecento fu aggiunta una piccola torre campanaria in contiguità con l'angolo sinistro della facciata. A partire dal 1978 sono iniziati importanti lavori di restauro, a cura della Soprintendenza ai beni architettonici e paesaggistici del Friuli-Venezia Giulia, che hanno riguardato il miglioramento statico e l'adeguamento antisismico dell'intero edificio, il restauro degli intonaci storici e degli antichi affreschi. Dal 2015 la chiesetta è nuovamente agibile ed è celebrata nelle festività della comunità di Entesano.

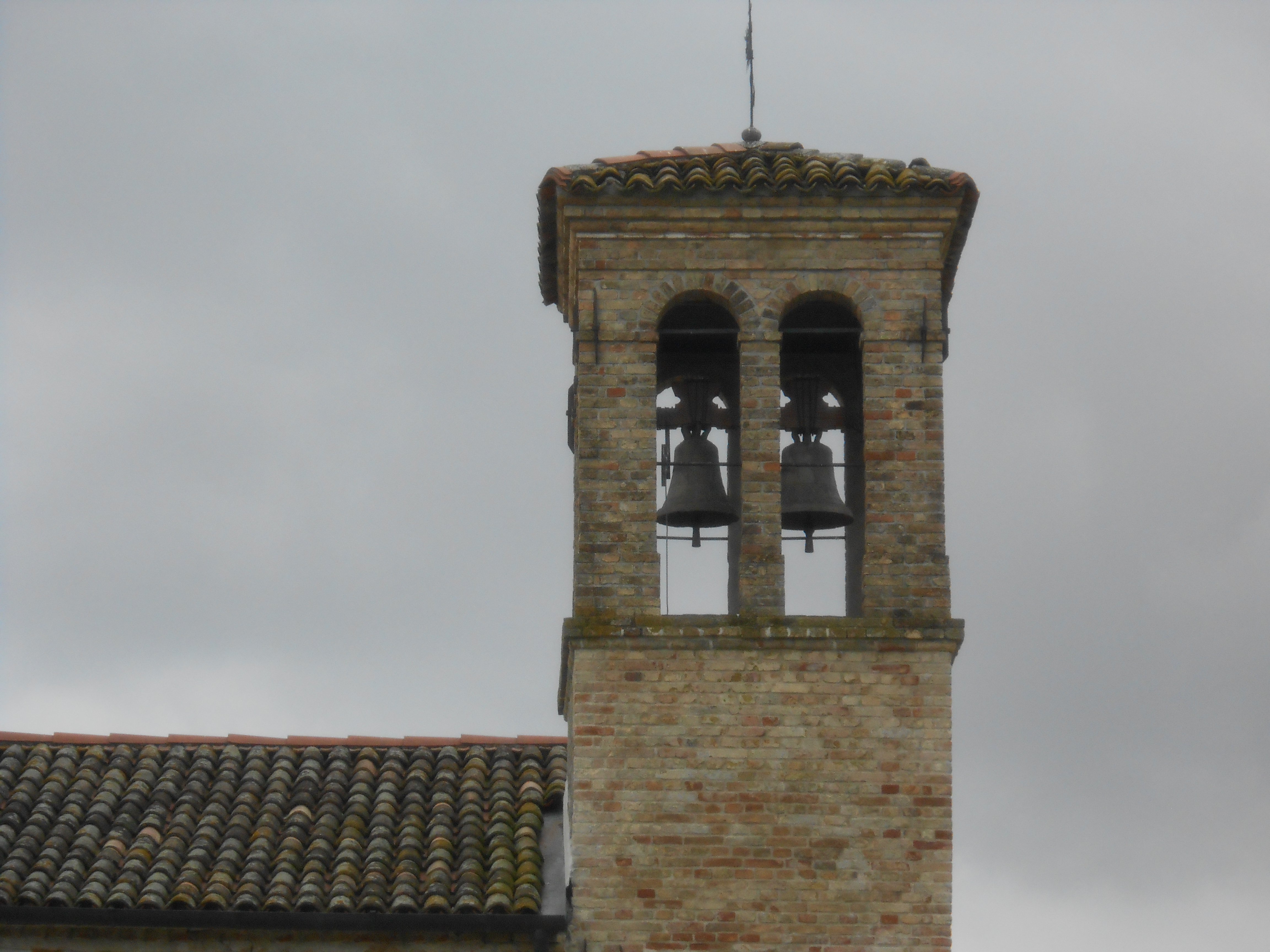
Campanile con le due campane: a sinistra la più antica, opera di Pietro Franchi del 1655, a destra la più recente, del 1923, realizzata da Giovanni Battista De Poli

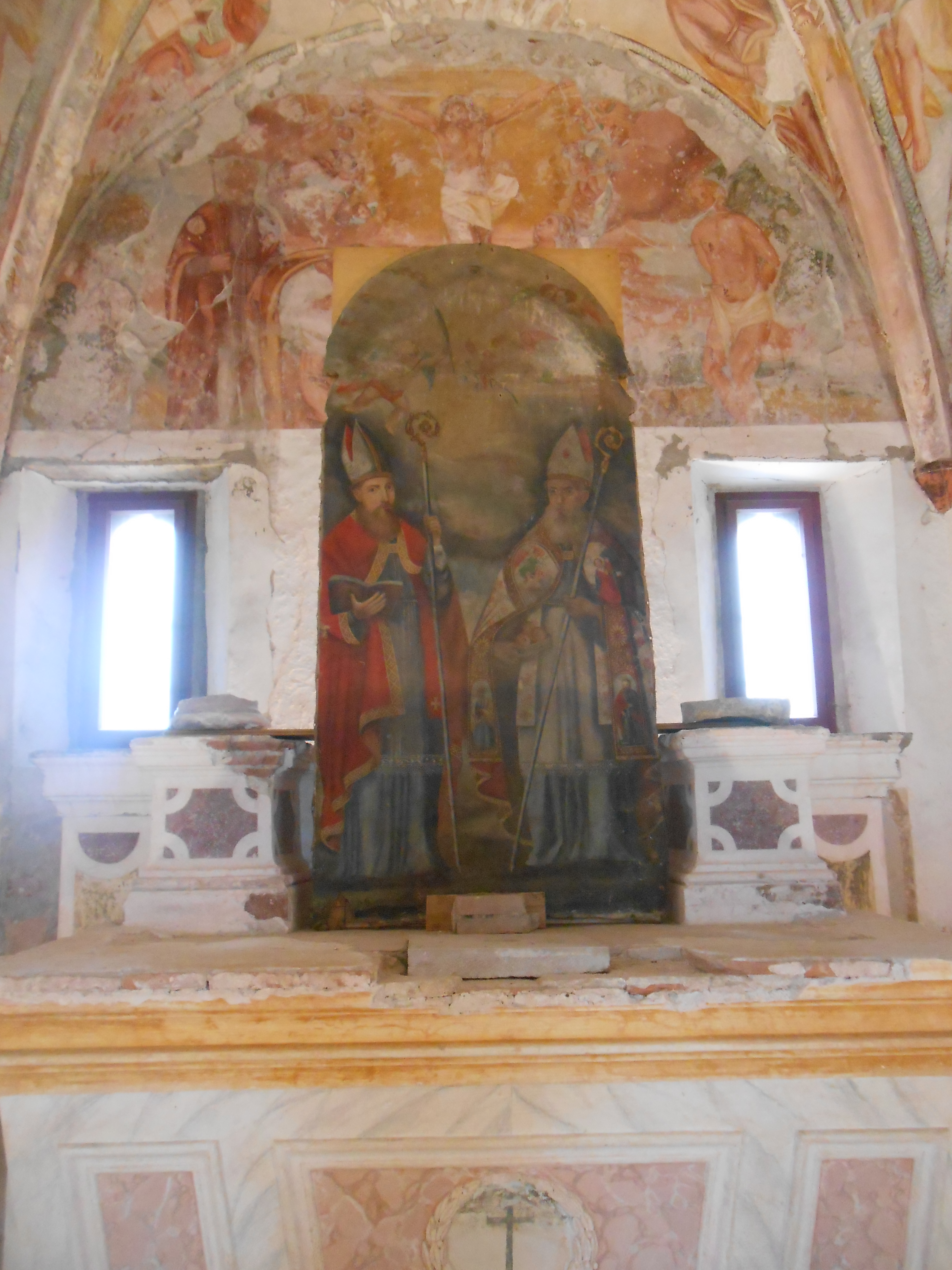
Pala d'altare

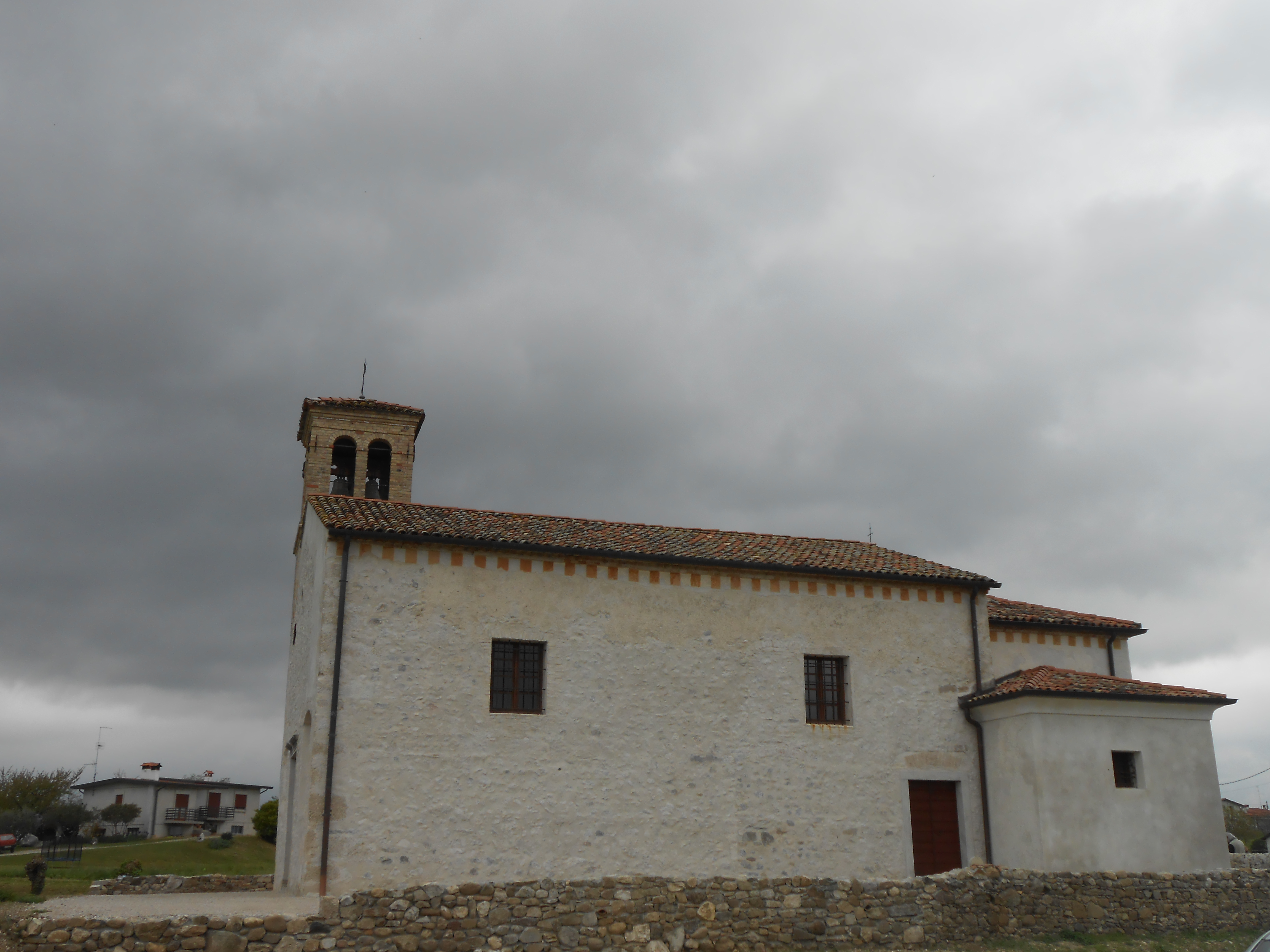
Visione da sud della chiesa di Entesano